# Copa Alagoas
La Copa Alagoas es un torneo de copa organizado por la Federação Alagoana de Futebol.
El campeón garantiza un cupo en el Campeonato Brasileño de Serie D del siguiente año.

## Historia
La copa fue creada en el año 2005 y contó con la participación de 10 equipos del estado en donde su primer campeón fue el AA Coruripe que venció al AS Arapiraquense en la final.

## Títulos por equipo
| Club               | Ciudad                 | Títulos              | Finales        |
| ASA Arapiraca      | Arapiraca              | 3 (2015, 2020, 2021) | 2 (2005, 2023) |
| Coruripe           | Coruripe               | 2 (2005, 2007)       | 1 (2021)       |
| CSA                | Maceió                 | 1 (2006)             | 1 (2015)       |
| Murici             | Murici                 | 1 (2014)             | 0              |
| Cruzeiro Arapiraca | Arapiraca              | 1 (2022)             | 0              |
| CSE                | Palmeira dos Índios    | 1 (2023)             | 0              |
| Corinthians        | Maceió                 | 0                    | 2 (2006, 2007) |
| Santa Rita         | Boca da Mata           | 0                    | 1 (2014)       |
| CEO                | Olho d'Água das Flores | 0                    | 1 (2020)       |
| Desportiva Aliança | Maceió                 | 0                    | 1 (2022)       |